# نبيل نعوم
نبيل نعوم، (1944 -) هو كاتب وناقد تشكيلي مصري، ولد في القاهرة في 1944. تفرغ للكتابة الإبداعية منذ 1979، ونُشرت له العديد من الكتب مثل رواية «جسد أول» في 1998، كما ترجمت أعماله إلى الكثير من اللغات الأجنبية. وسابقا تزوج نبيل نعوم مصممة الحلي المشهورة سوزان المصري، وابنته هي السيناريست والمؤلفة مريم نعوم.

## السيرة الذاتية
ولد نبيل نعوم في القاهرة عام 1944. ودرس الهندسة وحصل على درجة البكالوريوس من جامعة القاهرة عام 1967. وعمل مهندس مدني بالولايات المتحدة لمدة 10 سنوات ثم تفرغ للكتابة الإبداعية منذ عام 1979. وصدرت له رواية «الباب» في طبعة محدودة على نفقة الكاتب، كما صُدر له مجموعة قصصية بعنوان «عاشق المحدث» في عام 1984 عن دار شهدي، ورواية «جسد أول» في 1998 عن دار الهلال، ورواية «حافة الورد» في عام 2000 عن قصور الثقافة. كما تُرجمت أعمال نعوم إلى العديد من اللغات الأجنبية: منها الإنجليزية، والفرنسية، والألمانية، والهولندية، والسويدية، والفيتنامية. ونشر له الكثير من المقالات في مجلات ومجلدات أدبية منها مجلة إبداع، ومجلة الكرمل، ومجلة الآداب ومجلة فصول المصرية.  ويكتب نبيل نعوم مقالات ثقافية لموقع جريدة الشروق المصرية منذ 2020. وحاليًا يعيش نعوم ويعمل في باريس.

## الحياة الشخصية
تزوج نبيل نعوم مصممة الحلي المشهورة سوزان المصري وابنته السيناريست والمؤلفة مريم نعوم.

## المؤلفات
- الباب، مكتبة دوبلي، 1976
- عاشق المحدث، دار شهدى، 1984
- القمر في اكتمال، دار شرقيات للنشر والتوزيع، 1993
- العودة إلى المعبد، دار الآداب، 1994
- طراوة العين، الهيئة العامة لقصور الثقافة، 1997
- جسد أول، مكتبة الهلال – بيروت، 1998
- حافة الورد، الهيئة العامة لقصور الثقافة، 2000
- الملكة توت، دار ميريت للنشر، 2010
- نصف صدر، الكتب خان للنشر والتوزيع، 2014
- ثغرات الذاكرة، الهيئة العامة لقصور الثقافة، 2019